# Lista de sócios e assistências de clubes de futebol de Portugal
A primeira tabela é a lista de clubes portugueses de futebol organizada por número de sócios. Tendo em conta os dados mais recentes disponíveis, o clube português com um maior número de sócios é o SL Benfica com cerca de 400 mil, seguido pelo Sporting CP com cerca de 180 mil e o FC Porto com cerca de 150 mil. Estes três clubes estão também entre os clubes com mais sócios no mundo. Aliás, atualmente o Benfica é a par do Bayern de Munique os clubes com o segundo maior número de sócios do mundo, apenas atrás do Real Madrid com 545 mil. Historicamente, o encarnados sempre foram um dos clubes com mais sócios, tendo sido primeiro durante vários anos até ser destronado desde 2014 para o 2.º lugar.
A segunda tabela é a lista sobre a maior média de assistências já alguma vez registada pelos clubes portugueses de futebol nas competições profissionais no século 21 quando superior a 4 mil espectadores. Tendo em conta as informações disponíveis, apenas 23 clubes conseguiram obter uma média superior a 4 mil espectadores por jogo, 15 clubes superam a marca dos 5 mil, e desses, somente 6 clubes ultrapassam os 10 mil. Se as médias baixas não fossem suficientes, alguns clubes ainda jogam em estádios sobredimensionados para a sua realidade social e muitos outros apresentam poucas condições de estar e de visibilidade aos adeptos em geral que provoca o seu afastamento e consequentemente ocupações dos recintos mais baixas, constituindo assim um desaproveitamento das infraestruturas existentes.

## Lista dos Clubes
| Número de Sócios Mais Recente | Número de Sócios Mais Recente                             | Número de Sócios Mais Recente                             | Número de Sócios Mais Recente                             | Número de Sócios Mais Recente                             |
| #                             | Clube                                                     | N.º de sócios                                             | Data                                                      | Ref.                                                      |
| ----------------------------- | --------------------------------------------------------- | --------------------------------------------------------- | --------------------------------------------------------- | --------------------------------------------------------- |
| 1.º                           | SL Benfica                                                | 400.000                                                   | 2025                                                      | [ 9 ]                                                     |
| 2.º                           | Sporting CP                                               | 179.208                                                   | 2025                                                      | [ 10 ]                                                    |
| 3.º                           | FC Porto                                                  | 150.000                                                   | 2025                                                      | [ 11 ]                                                    |
| 4.º                           | Vitória SC                                                | 38.495                                                    | 2024                                                      | [ 12 ]                                                    |
| 5.º                           | SC Braga                                                  | 37.000                                                    | 2024                                                      | [ 13 ]                                                    |
| 6.º                           | CS Marítimo                                               | 12.000                                                    | 2023                                                      | [ 14 ]                                                    |
| 7.º                           | CF Os Belenenses                                          | 11.000                                                    | 2024                                                      | [ 15 ]                                                    |
| 8.º                           | Boavista FC                                               | 9.656                                                     | 2019                                                      | [ 16 ]                                                    |
| 9.º                           | SC Farense                                                | 7.300                                                     | 2024                                                      | [ 17 ]                                                    |
| 10.º                          | Leixões SC                                                | 6.935                                                     | 2006                                                      |                                                           |
| 11.º                          | Vitória FC                                                | 6.700                                                     | 2023                                                      | [ 18 ]                                                    |
| 12.º                          | Académica de Coimbra                                      | 6.332                                                     | 2018                                                      | [ 19 ]                                                    |
| 13.º                          | FC Famalicão                                              | 6.000                                                     | 2025                                                      | [ 20 ]                                                    |
| 14.º                          | Gil Vicente FC                                            | 6.000                                                     | 2020                                                      | [ 21 ]                                                    |
| 15.º                          | GD Chaves                                                 | 6.000                                                     | 2018                                                      | [ 22 ]                                                    |
| 16.º                          | Varzim SC                                                 | 5.000                                                     | 2023                                                      | [ 23 ]                                                    |
| 17.º                          | GD Estoril Praia                                          | 5.000                                                     | 2024                                                      | [ 24 ]                                                    |
| 18.º                          | FC Alverca                                                | 5.000                                                     | 2025                                                      | [ 25 ]                                                    |
| 19.º                          | UD Leiria                                                 | 4.643                                                     | 2023                                                      |                                                           |
| 20.º                          | Rio Ave FC                                                | 4.000                                                     | 2023                                                      | [ 26 ]                                                    |
| 21.º                          | CD Feirense                                               | 4.000                                                     | 2006                                                      |                                                           |
| 22.º                          | FC Paços de Ferreira                                      | 3.800                                                     | 2020                                                      |                                                           |
| 23.º                          | SC Covilhã                                                | 3.000                                                     | 2022                                                      | [ 27 ]                                                    |
| 24.º                          | FC Vizela                                                 | 3.000                                                     | 2022                                                      | [ 28 ]                                                    |
| 25.º                          | AD Sanjoanense                                            | 2.800                                                     | 2017                                                      |                                                           |
| 26.º                          | CD Tondela                                                | 2.500                                                     | 2021                                                      | [ 29 ]                                                    |
| 27.º                          | CD Santa Clara                                            | 2.400                                                     | 2024                                                      | [ 30 ]                                                    |
| 28.º                          | FC Penafiel                                               | 2.278                                                     | 2015                                                      | [ 31 ]                                                    |
| 29.º                          | SC Beira-Mar                                              | 2.252                                                     | 2023                                                      | [ 32 ]                                                    |
| 30.º                          | Leça FC                                                   | 2.000                                                     | 2018                                                      | [ 33 ]                                                    |
| 31.º                          | CD Nacional                                               | 2.000                                                     | 2024                                                      | [ 34 ]                                                    |
| 32.º                          | Lusitânia de Lourosa                                      | 2.000                                                     | 2018                                                      | [ 35 ]                                                    |
| 33.º                          | Moreirense FC                                             | 2.000                                                     | 2009                                                      |                                                           |
| 34.º                          | CD Trofense                                               | 2.000                                                     | 2006                                                      |                                                           |
| 35.º                          | SC Vianense                                               | 2.000                                                     | 2020                                                      | [ 36 ]                                                    |
| 36.º                          | UD Oliveirense                                            | 1.700                                                     | 2022                                                      | [ 37 ]                                                    |
| 37.º                          | Caldas SC                                                 | 1.699                                                     | 2018                                                      | [ 38 ]                                                    |
| 38.º                          | CF Estrela da Amadora                                     | 1.600                                                     | 2019                                                      | [ 39 ]                                                    |
| 39.º                          | Portimonense SC                                           | 1.600                                                     | 2024                                                      |                                                           |
| 40.º                          | SC União Torreense                                        | 1.500                                                     | 2018                                                      | [ 40 ]                                                    |
| 41.º                          | CD Mafra                                                  | 1.500                                                     | 2015                                                      | [ 41 ]                                                    |
| 42.º                          | SC Olhanense                                              | 1.300                                                     | 2025                                                      | [ 42 ]                                                    |
| 43.º                          | FC Arouca                                                 | 1.250                                                     | 2010                                                      |                                                           |
| 44.º                          | Casa Pia AC                                               | 1.000                                                     | 2022                                                      |                                                           |
| 45.º                          | Académico de Viseu FC                                     | 679                                                       | 2022                                                      | [ 43 ]                                                    |
| Ver+                          | Primeira Liga, Segunda Liga, Liga 3 - Transfermarkt; 2006 | Primeira Liga, Segunda Liga, Liga 3 - Transfermarkt; 2006 | Primeira Liga, Segunda Liga, Liga 3 - Transfermarkt; 2006 | Primeira Liga, Segunda Liga, Liga 3 - Transfermarkt; 2006 |
|                               | Dados desatualizados + 10 anos após última renumeração.   |                                                           |                                                           |                                                           |

| Maior Média de Assistências no Séc. 21 | Maior Média de Assistências no Séc. 21 | Maior Média de Assistências no Séc. 21 | Maior Média de Assistências no Séc. 21 | Maior Média de Assistências no Séc. 21 |
| #                                      | Clube | Média | Lotação | Época |
| -------------------------------------- | --- | --- | --- | --- |
| 1.º                                    | SL Benfica | 58.746 | 89.56 % | 2024/25 |
| 2.º                                    | Sporting CP | 43.623 | 87.08 % | 2017/18 |
| 3.º                                    | FC Porto | 42.674 | 85.29 % | 2017/18 |
| 4.º                                    | Vitória SC | 19.578 | 65.26 % | 2007/08 |
| 5.º                                    | SC Braga | 15.614 | 51.56 % | 2007/08 |
| 6.º                                    | Boavista FC | 12.088* | 42.77 %* | 2019/20* |
| 6.º                                    | Boavista FC | 10.627 | 37.60 % | 2023/24 |
| 7.º                                    | Académica de Coimbra | 9.865 | 33.30 % | 2005/06 |
| 8.º                                    | CS Marítimo | 8.509 | 80.27 % | 2022/23 |
| 9.º                                    | SC Farense | 7.165 | 64.48 % | 2024/25 |
| 10.º                                   | SC Beira-Mar | 6.990 | 21.29 % | 2003/04 |
| 11.º                                   | UD Leiria | 5.771 | 24.16 % | 2023/24 |
| 11.º                                   | UD Leiria | 5.509 | 18.76 % | 2003/04 |
| 12.º                                   | Gil Vicente FC | 5.496 | 45.63 % | 2024/25 |
| 13.º                                   | Vitória FC | 5.412 | 34.92 % | 2004/05 |
| 14.º                                   | CF Os Belenenses | 5.382 | 27.11 % | 2002/03 |
| 15.º                                   | Leixões SC | 5.039 | 51.31 % | 2007/08 |
| 16.º                                   | GD Chaves | 4.550 | 54.17 % | 2018/19 |
| 17.º                                   | Varzim SC | 4.441 | 61.00 % | 2001/02 |
| 18.º                                   | FC Paços de Ferreira | 4.430 | 48.81 % | 2022/23 |
| 19.º                                   | CF Estrela da Amadora | 4.403 | 47.41 % | 2023/24 |
| 20.º                                   | SC Olhanense | 4.363 | 77.07 % | 2009/10 |
| 21.º                                   | FC Famalicão | 4.149* | 80.00 %* | 2019/20* |
| 21.º                                   | FC Famalicão | 3.857 | 74.40 % | 2023/24 |
| 22.º                                   | FC Penafiel | 4.118 | 78.74 % | 2004/05 |
| 23.º                                   | CD Santa Clara | 4.010 | 32.08 % | 2018/19 |
| Ver+                                   | De 2000/01 a 2008/09 de EFS Attendances. Desde 2009/10 de Liga Portugal. * Refere-se à época com Covid-19 onde foram realizados somente 12 jogos com público em casa. | De 2000/01 a 2008/09 de EFS Attendances. Desde 2009/10 de Liga Portugal. * Refere-se à época com Covid-19 onde foram realizados somente 12 jogos com público em casa. | De 2000/01 a 2008/09 de EFS Attendances. Desde 2009/10 de Liga Portugal. * Refere-se à época com Covid-19 onde foram realizados somente 12 jogos com público em casa. | De 2000/01 a 2008/09 de EFS Attendances. Desde 2009/10 de Liga Portugal. * Refere-se à época com Covid-19 onde foram realizados somente 12 jogos com público em casa. |
|                                        | Média alcançada enquanto na Segunda Liga. | | | |